# Neonesidea gierloffi
Neonesidea gierloffi är en kräftdjursart som först beskrevs av Hartmann 1959.  Neonesidea gierloffi ingår i släktet Neonesidea och familjen Bairdiidae. Inga underarter finns listade i Catalogue of Life.